# Lluís Martí Bielsa
Pour les articles homonymes, voir Martí et Bielsa (homonymie).
Martí  Bielsa est un nom espagnol. Le premier nom de famille, en général paternel, est Martí ; le second, en général maternel, souvent omis, est Bielsa.
Lluís Martí Bielsa, né à Gallur, dans la province de Saragosse, le 26 décembre 1921 et mort le 6 octobre 2019 à Santa Cruz de Moya, en Province de Cuenca, est une personnalité de la guerre d'Espagne et un résistant de la Seconde Guerre mondiale en France, survivant de la déportation du camp de concentration de Dachau.

## Biographie
Durant la guerre d'Espagne, il est responsable des Jeunesses socialistes unifiées, engagé dans le 32e groupe de la Garde d'assaut. Lors de la Retirada, il doit s'exiler en France, où il est détenu au camp de concentration d'Argelès-sur-Mer.
Quand le Troisième Reich envahit la France, il intègre la Résistance intérieure française sous le régime de Vichy. Il est fait prisonnier par les Allemands et envoyé au camp de concentration de Dachau d'où il réussit à s'évader.
Revenu en France en tant que résistant, membre des Forces françaises de l'intérieur, il participe à la Libération de Paris le 25 août 1944.
A la fin de la Seconde Guerre mondiale, membre du Parti communiste d'Espagne (PCE), il revient clandestinement en Catalogne en traversant à pied les Pyrénées et commence à travailler dans une imprimerie mobile, qu'il porte chargée depuis la Bretagne à travers la France jusqu'en Catalogne.
En 1946, sous la dictature franquiste, il est arrêté, torturé et emprisonné à la prison Model de Barcelone, puis dans celles d'Ocaña et de Burgos, jusqu'à sa libération conditionnelle où il survit, banni, à Montblanc.
Au retour de la démocratie, il devient un militant de la mémoire. Il est notamment secrétaire de l'Associació Catalana d'Expresos Polítics del franquisme et président de l'Amicale des Brigades internationales de Catalogne.

## Distinctions officielles
- 2006 : Creu de Sant Jordi